# Udflytningen af statslige arbejdspladser i 2015
Udflytningen af statslige arbejdspladser i 2015 er en plan som regeringen fremlagde i 2015 under navnet Bedre Balance. I alt  3.900 statslige arbejdspladser skal flyttes ud i 38 byer fordelt over hele landet. Målet var at sikre statslige institutioner, der er tæt på borgere og virksomheder.
Det er første gang at man planlægger at flytte så mange arbejdspladser på en gang, selvom man tidligere har flyttet institutioner fra Hovedstadsområdet til andre dele af landet. Den første udflytning nogensinde var i 2004, da Sikkerhedsstyrelsen blev placeret i til Esbjerg efter en sammenlægning af Elektricitetsrådet og Danmarks Gasmateriel Prøvning, og i  2006  flyttede SKATs betalingscenter til Ringkøbing.
Landdistrikternes Fællesråd var en af de største fortalere for udflytningen af statslige arbejdspladser, mens fagforbundet Djøf var en af de kraftigste modstandere. Forud for folketingsvalget 2015 igangsatte Landdistrikternes Fællesråd en kampagne sammen med 40 borgmestre for at sikre en udflytning efter valget.  Efterfølgende fik rådet og borgmestrene opbakning fra Hans Christian Schmidt, Troels Lund Poulsen, Lars Christian Lilleholt og Søren Gade, der lancerede en underskriftsindsamling for at få flere statslige arbejdspladser ud af København.  Umiddelbart efter folketingsvalget gik regeringen i gang med udflytningsplanerne.
VLAK-regeringen har i sit regeringsgrundlag indskrevet en ny udflytningsrunde i 2018. 

## Planen
Hele institutioner der flyttes:
| Institution                                                  | Antal arbejdspladser | Destination | Note |
| ------------------------------------------------------------ | -------------------- | ----------- | --- |
| Udlændingestyrelsen                                          | 375                  | Næstved     | |
| Arbejdsskadestyrelsen                                        | 325                  |             | Flytningen kræver en lovændring                                                                             |
| Statens Administration                                       | 226                  | Hjørring    | Flytning af Statens Administrations Finansservicecenter til Udbetaling Danmark kræver lovændring            |
| Søfartsstyrelsen                                             | 190                  | Korsør      | |
| Geodatastyrelsen                                             | 96                   | Aalborg     | |
| Dansk Institut for Internationale Studier                    | 88                   | Aarhus      | Var først på udflytningslisten men regeringen kom i mindretal om beslutningen, så det forbliver i København |
| Civilstyrelsen                                               | 84                   | Viborg      | |
| Naturstyrelsen                                               | 81                   | Randbøldal  | |
| Færdselsstyrelsen                                            | 65                   | Ribe        | |
| Danmarks Evalueringsinstitut                                 | 62                   | Holbæk      | Flytningen udskudt til oktober 2018                                                                         |
| Spillemyndigheden                                            | 50                   | Odense      | |
| Danmarks Akkrediteringsinstitution                           | 42                   | Holbæk      | Flytningen udskudt til oktober 2018                                                                         |
| Børnerådet                                                   | 16                   | Billund     | |
| Danida Fellowship Centre                                     | 15                   | Holbæk      | Flytningen udskudt til oktober 2018                                                                         |
| Nationalt Center for Undervisning i Natur, Teknik og Sundhed | 13                   | Sorø        | |
| Jagt- og Skovbrugsmuseet                                     | 13                   | Djursland   | |
| Havarikommissionen for Civil Luftfart og Jernbane            | 11                   | Ringsted    | |
| Statens Værksteder for Kunst                                 | 8                    | Helsingør   | Udflytningen blev udskudt.                                                                                  |
| Rådet for Socialt Udsatte                                    | 5                    | Rønne       | |
| Taksationssekretariatet                                      | 2                    | Viborg      | |
| I alt                                                        | 1.767                |             | |

Deludfytninger, hvor det kun er dele af en institution, der flyttes.
| Institution                                                                             | Antal arbejdspladser | Antal arbejdspladser | Destination      |
| --------------------------------------------------------------------------------------- | -------------------- | -------------------- | ---------------- |
| NaturErhvervstyrelsen                                                                   | 390                  |                      |                  |
| NaturErhvervstyrelsen                                                                   | 390                  | 20                   | Tønder           |
| NaturErhvervstyrelsen                                                                   | 390                  | 370                  | Sønderborg       |
| Banedanmark                                                                             | 310                  |                      |                  |
| Banedanmark                                                                             | 310                  | 270                  | Ringsted         |
| Banedanmark                                                                             | 310                  | 40                   | Fredericia       |
| Skat                                                                                    | 200                  |                      |                  |
| Skat                                                                                    | 200                  | 20                   | Næstved          |
| Skat                                                                                    | 200                  | 20                   | Ribe             |
| Skat                                                                                    | 200                  | 20                   | Odense           |
| Skat                                                                                    | 200                  | 40                   | Ringkøbing       |
| Skat                                                                                    | 200                  | 40                   | Herning          |
| Skat                                                                                    | 200                  | 60                   | Aalborg          |
| Socialstyrelsen                                                                         | 177                  | 177                  | Odense           |
| Diverse klagenævn med videre samles i "Klagenævnenes Hus"                               | 162                  | 162                  | Viborg           |
| Styrelsen for Patientsikkerhed                                                          | 100                  | 100                  | Aarhus           |
| Miljøstyrelsen                                                                          | 61                   | 61                   | Slagelse         |
| Arbejdstilsynet                                                                         | 60                   | 60                   | Slagelse         |
| Energinet.dk                                                                            | 56                   |                      |                  |
| Energinet.dk                                                                            | 56                   | 49                   | Esbjerg          |
| Energinet.dk                                                                            | 56                   | 7                    | Fredericia       |
| Energistyrelsen                                                                         | 51                   | 51                   | Esbjerg          |
| Ankestyrelsen                                                                           | 50                   | 50                   | Aalborg          |
| Styrelsen for Arbejdsmarked og Rekruttering                                             | 37                   | 37                   | Brønderslev      |
| Styrelsen for Vand- og Naturforvaltning (sammenlagt med Miljøstyrelsen 1. februar 2017) | 37                   | 37                   |                  |
| Patent- og Varemærkestyrelsen                                                           | 35                   | 35                   | Ikast            |
| Bygningsstyrelsen                                                                       | 32                   | 32                   | Skanderborg      |
| Erhvervsstyrelsen                                                                       | 31                   |                      |                  |
| Erhvervsstyrelsen                                                                       | 31                   | 26                   | Nykøbing Falster |
| Erhvervsstyrelsen                                                                       | 31                   | 5                    | Esbjerg          |
| Skatteankestyrelsen                                                                     | 25                   | 25                   | Silkeborg        |
| I alt                                                                                   | 1.814                | 1.814                |                  |